# Immichenhainer Teiche
Das Naturschutz- und FFH-Gebiet Immichenhainer Teiche liegt im Vogelsbergkreis (Bezirk Gießen) und im Schwalm-Eder-Kreis (Bezirk Kassel) in Hessen.
Das etwa 23,2 ha große Gebiet, das im Jahr 1985 unter der Kennung 1634013 unter Naturschutz gestellt wurde, erstreckt sich östlich von Hattendorf, einem Ortsteil der Stadt Alsfeld, und südwestlich von Immichenhain, einem Ortsteil der Gemeinde Ottrau. Das Schutzgebiet gehört zum Naturraum "Osthessisches Bergland, Vogelsberg und Rhön". Nördlich des Gebietes verläuft die Landesstraße L 3340, südlich fließt die Berf, ein rechtsseitiger Nebenfluss der Schwalm.
Seit 2008 ist das Schutzgebiet flächen- und namensgleich als FFH-Gebiet ausgewiesen.